# Таскыл
Таскыл — река в России, протекает по Республике Алтай. Устье реки находится в 70 км по правому берегу реки Кадрин. Длина реки составляет 14 км. Левый приток — Чекыр.

## Данные водного реестра
По данным государственного водного реестра России относится к Верхнеобскому бассейновому округу, водохозяйственный участок реки — Катунь, речной подбассейн реки — Бия и Катунь. Речной бассейн реки — (Верхняя) Обь до впадения Иртыша.